# イップ・マン 完結
『イップ・マン 完結』（イップ・マン かんけつ：葉問4：完結篇、英題：Ip Man 4: The Finale）は、2019年の香港映画。実在の武術家葉問（イップ・マン）を主人公としたウィルソン・イップ監督、ドニー・イェン主演のシリーズ4作目として制作されたカンフー映画である。日本公開は2020年5月8日の予定であったが延期され、同年7月3日に公開された。

## ストーリー
1964年香港、詠春拳の使い手であるイップ・マン（ドニー・イェン）が妻ウィンシン（リン・ホン）を病で亡くしてから数年が経過していた。彼は武館を営みながら息子であるチンと共に暮らしていたが、イップは咽頭がんを患ってしまい、更にチンは喧嘩沙汰を起こして学校を退学にさせられてしまう。その際に校長がチンには海外留学の方が向いているのではと発言し、またかつての弟子であり、今はアメリカのシアトルに在住して道場を開いているシウロン / ブルース・リー（チャン・クォックワン）から、彼が参加するサンフランシスコで開催される空手大会へ招待を受けたこともあり、チンを友人のポー刑事（ケント・チェン）に預けて渡米する。
サンフランシスコの学校への留学はチャイナタウンにある中華総会からの紹介状が必要であり、アメリカに渡っていた新聞社の知り合いと共にイップは中華総会へ赴く。総会の構成員は主に移民として先に渡米を果たしていた武術家の師範たちで構成されていたが、旧知のロー師匠を除いて彼らはイップを冷たくあしらう。総会の長で太極拳の使い手であるワン・ゾンホア（ウー・ユエ）は、その理由はイップの弟子であるブルースが西洋人に拳法を教えるべからずという総会の決まりを破って、自身の道場で様々な人種に講習を行っていたことであり、ブルースの行いを止められたら紹介状を出すという。彼らの考えに同意できないイップはワンからの紹介状を諦め、新聞社の知り合いのツテを使おうとするも中国移民に対する偏見から難航する。イップはブルースの弟子にいる弁護士に紹介状を書いてもらい、目当ての私立学校へ赴くが、面会した校長からは高額な学費を滞納されることを危惧され、総会からの紹介状を得るか、高額の寄付金と引き換えに理事になることを求められる。
イップがどうするか考えつつ帰ろうとしていた矢先、彼は学校の敷地内で一人の中国系の少女が髪の毛を切られるなど凄惨ないじめを受けている現場を目撃し、いじめを行っていた生徒たちを撃退する。少女はルオナン（ヴァンダ・マーグラフ）という名で、ワン・ゾンホアの娘だった。彼女は所属しているチア部でコーチから高い評価を受けたのだが、これを一部の生徒から妬まれて、イジメをうけていたのだった。彼女を自宅まで送り届けるイップだが、そこでルオナンがワンに紹介状をイップに書くことを勧めるとワンは娘を利用したと勘違いし、イップに対して勝負を挑んで「勝ったら紹介状を書く」と言い出す。互角の戦いを行う両者であったが丁度その時に大きい地震が起き、勝負は中断する。「中秋節の祭の日に再度勝負し、決着をつける」というワンに対してイップは「勝ち負けが重要なのか？」と諭す。
一方、サンフランシスコのアメリカ海兵隊基地では、ブルースの弟子で中国系移民の軍人であるハートマン・ウー二等軍曹（ヴァネス・ウー）と、空手の有段者で白人至上主義者であるバートン・ゲッデズ一等軍曹（スコット・アドキンス）が激しく対立していた。軍の訓練に中国拳法を取り入れようと上官に訴えるハートマンをバートンは徹底して認めず、中国拳法は軟弱な武術と排除をもくろんでいた。ハートマンが上官にブルースの動画を見せるなどして好意的な反応を示されているのが気に入らないバートンは、格闘技の教官で空手の有段者であるコリン・フレイター（クリス・コリンズ）をチャイナタウンで行われる中秋節の祭の会場に乱入させ、そこに集まっている中華総会の師範たちを打倒して中国拳法の脆弱さを知らしめようと企む。
中秋節の祭の当日、会場へ向かう前に事務仕事を行っていたワンの元に移民局がやってきて彼を拘引する。ルオナンをイジメていた首謀者の女子がルオナンの抵抗を受けた際、みずから手にしていたハサミが当たったことで顔に傷を負ったことを父親である移民局の職員に告げ口したことで、報復目的で不当逮捕による報復を行おうとしていたのだった。ワンを除いて中華総会の師範たちが揃っていた中秋節の祭にて、会場に乱入したコリンは当初はバートンの狙い通り師範たちを次々に倒していくが、そこに丁度居合わせたイップが介入し、コリンを逆に打ちのめす。事態を知ったバートンは祭が終わって中華総会に戻ってきた師範たちを単身襲撃し、その場にいないイップとワンを除いて全員を打ちのめす。そして長であるワンが移民局で拘留されているのを知ると、軍の特権を利用してワンを連れ出して基地に連れていき、部下たちの目の前でワンに1対1の勝負を挑む。勝負を許諾したワンは激闘の末に敗北し、右足を折る重傷を負い、入院を強いられる。
それをハートマンから聞いたイップは自らバートンに勝負を申し入れ、人生最後の大きな戦いに挑むのであった。

## 出演
| 役名                           | 俳優                                             | 日本語吹替   |
| ------------------------------ | ------------------------------------------------ | ------------ |
| イップ・マン（葉問）           | ドニー・イェン（甄子丹）                         | 大塚芳忠     |
| ワン・ゾンホア（萬宗華）       | ウー・ユエ（呉樾）                               | 相沢まさき   |
| ハートマン・ウー               | ヴァネス・ウー（呉建豪）                         | 岡井カツノリ |
| ブルース・リー（李小龍）       | チャン・クォックワン（陳國坤）                   | 三瓶雄樹     |
| バートン・ゲッデズ             | スコット・アドキンス（Scott Adkins）             | 小山力也     |
| コリン・フレイター             | クリス・コリンズ（Chris Collins）                |              |
| ポー刑事（肥波）               | ケント・チェン（鄭則仕）                         | 高岡瓶々     |
| ワン・ルオナン（萬若男）       | ヴァンダ・マーグラフ（Vanda Margraf）            | 朝井彩加     |
| イップ・チン（葉正）           | ジム・リウ（Jim Liu）                            |              |
| リョン（梁根）                 | ゴナン・ケリー（敖嘉年）                         |              |
| ビリー                         | サイモン・シヤンバ（Simon Shiyamba）             |              |
| ベッキー・ウォルターズ         | グレイス・エングラート（Grace Englert）          | 青山玲菜     |
| アンドリュー・ウォルターズ     | アンドリュー・レーン（Andrew Lane）              |              |
| ガブリエル・ウォルターズ       | ニコラ・スチュアート＝ヒル（Nicola Stuart-Hill） |              |
| ヂョン・ウィンシン（張永成）   | リン・ホン（熊黛林）※アーカイブ映像              | N/A          |
| ロー師匠（羅威師父）           | ロー・マン（羅莽）                               |              |
| チョン師匠（形意門蔣雲来師傅） | ジョウ・シャオフェイ（周小飛）                   | 田村千恵     |
| チウ師匠（七星螳螂趙章師傅）   | ガオ・チャン（高強）                             |              |
| ホン師匠（白鶴派韓江師傅）     | 潘旭川                                           |              |
| チャン師匠（鷹爪陳於信師傅）   | 石峯                                             |              |
| ラウ師匠（蔡李佛劉霆鈞師傅）   | 繆良                                             |              |
| ロイ師匠（八卦掌雷勁師傅）     | 王侃偉                                           |              |
| タム師匠（譚家腿譚承師傅）     | 畢瀚文                                           |              |
| クワイ（貴叔）                 | 潘劍                                             |              |